# Reggenza di Nabire
La reggenza di Nabire (in indonesiano: Kabupaten Nabire) è una reggenza dell'Indonesia, situata nella provincia di Papua centrale.
| Controllo di autorità | VIAF (EN) 170935303 · LCCN (EN) no2011083187 |